# Berek (film)
Berek – amerykański film komediowy w reżyserii Jeffa Tomsica (jego debiut reżyserski) napisany przez Roba McKittricka i Marka Steilena. Film oparty jest na prawdziwej historii opublikowanej w The Wall Street Journal o grupie dorosłych mężczyzn, którzy spędzają miesiąc na grze w berka. Został wydany 14 czerwca 2018 roku przez Warner Bros. Pictures, otrzymał mieszane recenzje od krytyków i zarobił 52 miliony dolarów na całym świecie.

## Fabuła
Hogan „Hoagie” Malloy, Bob Callahan, Randy „Chilli” Cilliano, Kevin Sable i Jerry Pierce bawili się w berka odkąd skończyli dziewięć lat. Odtąd główną zasadą gry  jest to, że ostatnia osoba będąca berkiem zostaje nim do następnego sezonu. Ponieważ Hoagie był ostatnim berkiem w zeszłym roku, najpierw rekrutuje Boba, dyrektora generalnego firmy ubezpieczeniowej, oraz Chilli i Kevina, by po raz ostatni oznaczyć Jerry’ego, który nigdy nie został berkiem ze względu na jego silną sprawność fizyczną i inteligencję. Hoagie mówi im, że Jerry planuje przejść na emeryturę po tegorocznej grze z powodu zbliżającego się małżeństwa. Rebecca Crosby reporterka z Wall Street Journal, która tworzy artykuł na temat Boba, dołącza do nich i postanawia napisać artykuł o przyjaciołach. Towarzyszy im również żona Hoagiego, Anna.

## Obsada
- Ed Helms jako Hogan „Hoagie” Malloy
  - Jaren Lewison jako nastoletni Hogan
  - Braxton Bjerken jak młody Hogan
- Jeremy Renner jako Jerry Molo
  - Maxwell Ross jako nastoletni Jerry
  - Brayden Benson jako młody Jerry
- Jon Hamm jako Bob Callahan
  - Elijah Marcano jako nastoletni Bob
  - Braxton Aleksander  jako młody Bob
- Jake Johnson jako Randy „Chile” Cilliano
  - Kevin Moody jako nastoletni Randy
  - Tyler Crumley jako młody Randy
- Hannibal Buress jako Kevin Sable
  - Xavion Shelton jako nastoletni Kevin
  - Legend Williams jako młody Kevin
- Annabelle Wallis jako Rebecca Crosby, dziennikarka Wall Street Journal
- Isla Fisher jako Anna Malloy, żona Hogana
- Rashida Jones jako Cheryl Deakins
  - Kella Reins jako nastoletnia Cheryl
  - Th'Yana Star Stary jako młoda Cheryl
- Leslie Bibb jako Susan Rollins, narzeczona Jerry’ego
- Brian Dennehy jako pan Cilliano, ojciec Randy’ego
- Sebastian Maniscalco jako pastor
- Lil rel Howery jako Reggie
- Thomas Middleditch  jako Dave
- Steve Berg jako Louis
- Nora Dunn jako Linda, matka Hoagana

## Produkcja
Film jest oparty na prawdziwym życiu grupy przyjaciół z miasta Spokane, w stanie Waszyngton znanych z tego, że nieprzerwanie od 28 lat co roku w lutym grają w berka. Grupa została opisana w „Wall Street Journal”  w styczniu 2013 roku, po czym zaczęły napływać propozycje, ich historię zekranizować. W lutym 2013 sprzedali prawa na swoją historię. Początkowo scenariusz został opracowany z myślą o  Willu Ferrellu i Jacku Blacku, jednak obaj opuścili projekt.
Pierwsze zdjęcia rozpoczęły się w czerwcu 2017 roku w Atlancie, w stanie Georgia. W lipcu 2017 roku, Jeremy Renner złamał prawy łokieć i lewy nadgarstek po upadku z 20 stóp (6 metrów) podczas wykonywania triku. Ekipa filmowa użyła CGI w post-produkcji aby go zastąpić.

## Odbiór

### Box office
Według stanu na  1 lipca 2018, Berek zebrał 40,9 mln dolarów w Stanach Zjednoczonych i Kanadzie, i 7,4 milion dolarów w innych krajach a na całym świecie w wysokości 48,3 mln dolarów wobec produkcyjnego budżetu 28 milionów dolarów.
W Stanach Zjednoczonych i Kanadzie, Berek został wydany 15 czerwca 2018 wraz z Iniemamocni 2 i według prognoz zarobił 12-16 mln dolarów w 3,382 kinach w pierwszy weekend. Podczas otwarcia zarobił 14,9 mln dolarów zajmując trzecie miejsce w box office, magazyn Deadline Hollywood stwierdził: „nie jest źle, nie jest dobrze, jest OK”, biorąc pod uwagę jego 28 mln dolarów kosztów produkcji.

### Krytyczne oceny
W serwisie  Rotten Tomatoes  film ma ocenę 55% na podstawie 147 opinii i średnią ocenę 5.5/10. Krytycy zgodnie mówią: „Dla widzów poszukujących wysokiej jakości ale niezbyt wymagającej komedii akcji, Berek może się podobać”. W przypadku Metacritic film ma średnią ważoną 57 punktów na 100, w oparciu o 34 krytyków, co wskazuje na „recenzje mieszane lub średnie”.